# Henry Johnston (cầu thủ bóng đá)
Henry Johnston là một cầu thủ bóng đá chuyên nghiệp người Anh thi đấu ở vị trí tiền đạo.

## Sự nghiệp thi đấu
Johnston gia nhập Port Vale với hợp đồng nghiệp dư từ Manchester Amateur League năm 1920. Ông gia nhập Grimsby Town vào tháng 12 năm 1920, và thi đấu một trận ở Third Division South trước Gillingham vào ngày 2 tháng 4 năm 1921.

## Thống kê
Nguồn:
| Câu lạc bộ          | Mùa giải            | Hạng đấu             | Giải quốc nội | Giải quốc nội | Cúp FA  | Cúp FA    | Khác    | Khác      | Tổng    | Tổng      |
| Câu lạc bộ          | Mùa giải            | Hạng đấu             | Số trận       | Bàn thắng     | Số trận | Bàn thắng | Số trận | Bàn thắng | Số trận | Bàn thắng |
| ------------------- | ------------------- | -------------------- | ------------- | ------------- | ------- | --------- | ------- | --------- | ------- | --------- |
| Port Vale           | 1920-21             | Second Division      | 0             | 0             | 0       | 0         | 0       | 0         | 0       | 0         |
| Grimsby Town        | 1920-21             | Third Division South | 1             | 0             | 0       | 0         | 0       | 0         | 1       | 0         |
| Tổng cộng sự nghiệp | Tổng cộng sự nghiệp | Tổng cộng sự nghiệp  | 1             | 0             | 0       | 0         | 0       | 0         | 1       | 0         |